# Landolphia thollonii
Landolphia thollonii là một loài thực vật có hoa trong họ La bố ma. Loài này được Dewèvre mô tả khoa học đầu tiên năm 1895.